# Rue Montmartre
Rue Montmartre je ulice v Paříži. Prochází 1. a 2. obvodem. Je pojmenována podle pařížského kopce Montmartre.

## Poloha
Ulice začíná za kostelem sv. Eustacha na křižovatce s ulicemi Rue Rambuteau a Rue Montorgueil a končí u křižovatky s bulváry Montmartre a Poissonnière. Ulice je orientována z jihu na sever, kde na ni navazuje Rue du Faubourg-Montmartre.

## Historie
Ulice získala svou trasu kolem roku 1137, když Ludvík VI. vytvořil tržnici Les Halles. Ulice se napojila na starou cestu vedoucí z Paříže na Montmartre a stala se jednou z hlavních silnic ve čtvrti. Část ulice, která se nacházela uvnitř městských hradeb se nazývala Rue de la Porte Montmartre (ulice Montmarterské brány), která se nacházela v místě dnešního domu č. 30.
V domě č. 146 na rohu s ulicí Rue du Croissant se nachází Café Crescent, kde byl 31. července 1914 zavražděn Jean Jaurès.